# Szopinek
Szopinek is een plaats in het Poolse district  Zamojski, woiwodschap Lublin. De plaats maakt deel uit van de gemeente Zamość en telt 471 inwoners.